# 도선사

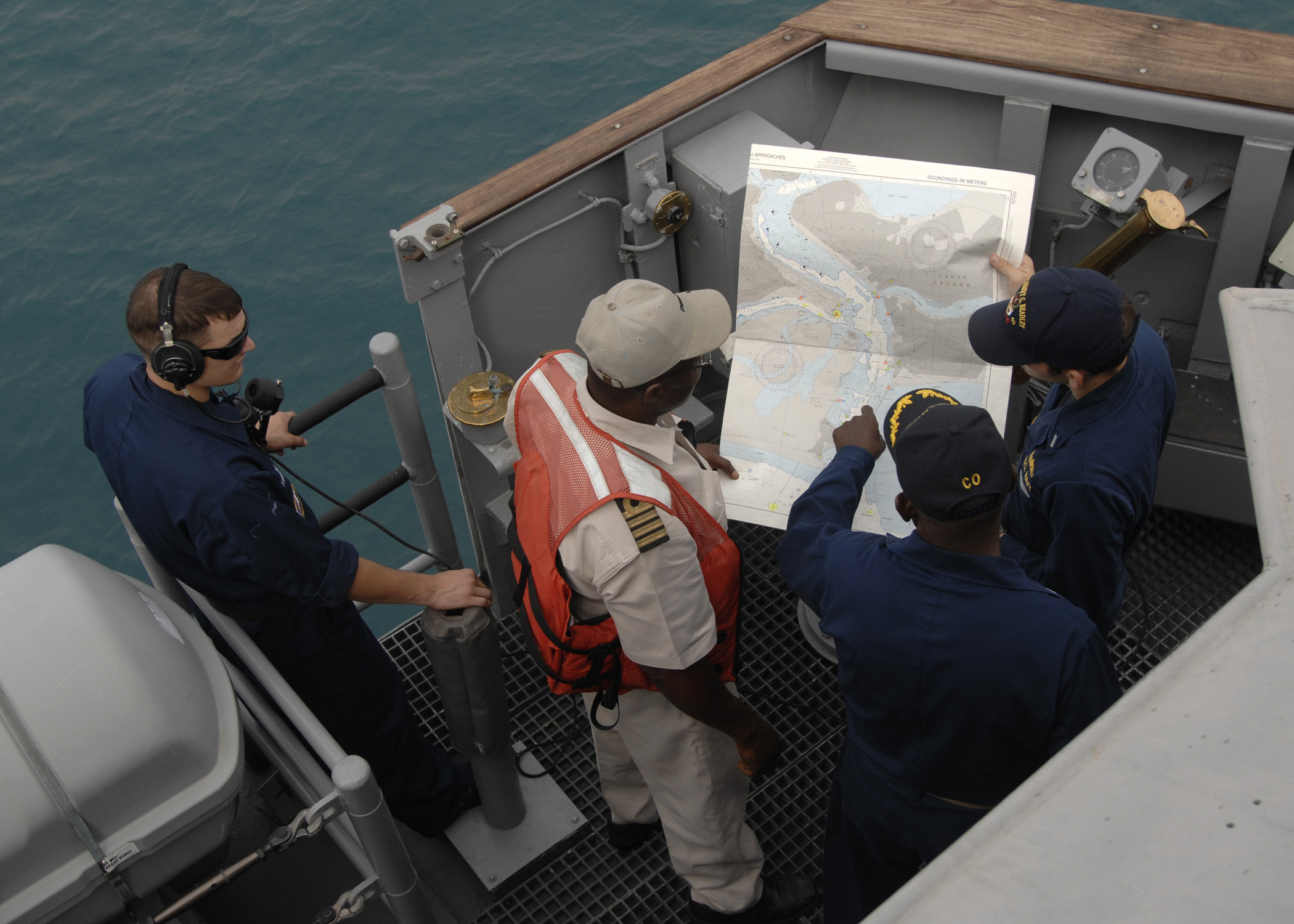

도선사(導船士) 또는 파일럿(pilot)은 일정한 도선구에서 도선업무를 할 수 있는 도선사면허를 받은 사람이다.
도선은 도선구에서 선박에 탑승하여 그 선박을 안전한 수로로 안내하는 것을 말한다 . 도선사가 되려는 사람은 해양수산부 장관의 면허를 받아야 하고, 면허는 1종과 2종으로 구분하여 도선구별로 발급한다.
도선사 면허의 자격 요건은 총톤수 6천톤 이상의 선박의 선장으로 만 3년(36개월) 이상 승무한 경력이 있어야 하며, 도선수습생 전형시험에 합격하고 도선업무를 하려는 도선구에서 도선수습생으로 실무수습을 마치고, 도선사 시험의 합격한 다음, 신체검사에 합격하여야 한다.
도선사의 정년은 65세이다.

## 같이 보기
- 아이스 파일럿(ice pilot, 빙해 도선사)
- 아이스브레이커(쇄빙선)